# Létavértes
Létavértes város az Észak-Alföldi régióban, Hajdú-Bihar vármegye Derecskei járásában. Nagyléta és Vértes községek egyesítésével jött létre 1970-ben.

## Fekvése
Debrecentől 24 kilométerre, az Alföldön, a  Dél-Nyírség és az Érmelléki löszös hát találkozásánál fekszik. Nagyléta és Vértes községek egyesítésével jött létre, előbbi a település keleti, utóbbi a nyugati felét alkotja. Közigazgatásilag hozzá tartozik még Cserekert is, mely a központjától mintegy 8 kilométerre délre helyezkedik el.
A szomszédos települések: észak felől Újléta (körülbelül 9 kilométerre), északkelet felől Kokad (mintegy 6 kilométerre), dél felől Pocsaj (nagyjából 15 kilométerre), nyugat felől pedig Monostorpályi (8 kilométerre). Délkeleten a határszéle több mint 10 kilométernyi szakaszon egybeesik a magyar–román államhatárral; a legközelebbi települések abban az irányban Székelyhíd (Săcueni), Csokaly (Ciocaia) és Bihardiószeg (Diosig).

### Megközelítése
Közúton a 47-es főút felől Sárándnál letérve a 4809-es, Debrecen központja felől (Bánk érintésével) a 4814-es, Biharkeresztes–Pocsaj felől a 4808-as, majd a 4807-es, Vámospércs felől pedig ugyancsak a 4807-es úton érhető el. Az északkeleti szomszédságában fekvő, kisebb, határ menti községekkel a 4806-os út köti össze.
Cserekert csak közúton érhető el, a 4807-es útból kelet felé kiágazó 48 111-es számú mellékúton.
Az országhatár a településtől kb. 5 kilométerre található, ahol közúti határátkelő működik.
A közúti tömegközlekedést a Volánbusz autóbuszai végzik.
Vasúton jelenleg nem érhető el. A hazai vasútvonalak közül a MÁV 107-es számú,  Sáránd–Létavértes-vasútvonala érintette, de a vonalon 2009. december 12-én megszűnt a forgalom. Létavértes vasútállomás a település északi részén helyezkedett el, közvetlenül a 4809-es út mellett, így a közúti elérését az az út tette lehetővé.

## Története
A környék maga már a kőkorszak óta lakott.

### Nagyléta
Nagylétát 1291-ben említik először. A középkorban a bolondóci várispánság, majd a gróf Cseszneky család birtoka volt. A török hódoltság idején a szolnoki szandzsákhoz tartozott. 1689-ben elnéptelenedett, de hamarosan újra benépesült.
A 18.- 19. században Nagyléta egyike volt Bihar vármegye tizenhét mezővárosának. Báthory Gábortól hajdúi kiváltságokat kapott, valószínűleg 1609-ben.
A trianoni békeszerződés megfosztotta a települést termőföldjei 40%-ától és elvágta a térség központjától, Nagyváradtól. 1920 és 1956 között járási székhely volt.

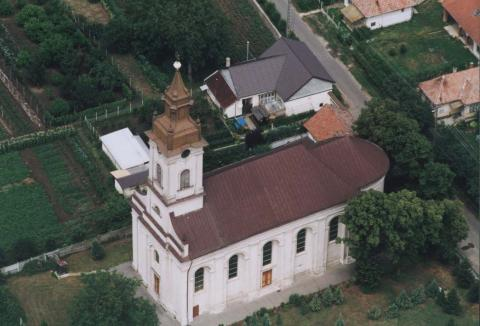
Létavértes légifotója

### Vértes
Vértest, a másik települést már az 1333-as pápai tizedjegyzékben mint egyházas helyet tartották számon.1435-ben  templomát is említik.
1436-ban Vértes az álmosdi Csire család birtoka volt.
1552-ben a Szokoly család tagjainak volt itt birtoka.
1732-ben a Nagy család, 1769-ben a Komáromy család, a későbbiekben pedig a Fekete család birtoka volt.
A 18. század második felében és a 19. század első felében több birtokosa is volt: a Frátter, Fényes, Papszász, Csanády, Dersy, Magyari, Balogh, Muraközy és Szilágyi családok.
A 20. század elején Vértes település Dersy Lászlóné, Csanádi Ferenc, Gorove János, Fráter Gyuláné, Kövesdy Imre és Nagy Móricz birtoka volt, kik szép úrilakot is építettek itt.
Vértes két temploma közül a református templom 1815-től 1861-ig épült, a görögkatolikus templom 1870-ben készült el.
A településhez tartozó Reszege dűlő helyén a hagyományok szerint egykor község állt.

### Létavértes
Létavértes 1970. július 1-jén jött létre Nagyléta és Vértes községek egyesítésével. A település 1996. július 1-jén kapott városi rangot.

## Népesség
A település népességének változása:
| Lakosok száma | 7098 | 7097 | 7061 | 7109 | 6771 | 6795 | 6756 |
|               | 2013 | 2014 | 2015 | 2021 | 2022 | 2023 | 2024 |

A 2011-es népszámlálás során a lakosok 89,1%-a magyarnak, 3,9% cigánynak, 0,4% németnek, 0,8% románnak mondta magát (10,8% nem nyilatkozott; a kettős identitások miatt a végösszeg nagyobb lehet 100%-nál). A vallási megoszlás a következő volt: római katolikus 6,6%, református 42,3%, görögkatolikus 19,2%, felekezeten kívüli 11,9% (18,6% nem válaszolt).
2022-ben a lakosság 90,9%-a vallotta magát magyarnak, 1,4% cigánynak, 1% románnak, 0,3% németnek, 0,1% ukránnak, 1,9% egyéb, nem hazai nemzetiségűnek (9% nem nyilatkozott; a kettős identitások miatt a végösszeg nagyobb lehet 100%-nál). Vallásuk szerint 32,8% volt református, 3% római katolikus, 15,1% görög katolikus, 0,9% egyéb keresztény, 0,4% egyéb katolikus, 0,2% evangélikus, 14,7% felekezeten kívüli (32,8% nem válaszolt).

## Közélete

### Önkormányzata
A települési önkormányzat címe: 4281 Létavértes, Kossuth u. 4., telefonszáma: 52 / 376-101, faxszáma: 52 / 376-345. E-mailes elérhetőségei: letavertes@letavertes.hu, letavertes@yahoo.co.uk, letavertes@freemail.hu, hivatalos honlapja a www.letavertes.hu.
A településen működő nemzetiségi önkormányzatok közül a Cigány Nemzetiségi Önkormányzat címe: 4281 Létavértes, Táncsics u. 19., telefonszáma: 30/743-59-76; a Román Nemzetiségi Önkormányzat (Consiliul Autoguvernării Minorităţii Române din) címe: 4281 Létavértes, Új u. 54., telefonszáma: 30/207-4270, e-mail címe: letaroman@freemail.hu.

### Polgármesterei
| Időszak   | Polgármester    | Párt      | Megjegyzés |
| --------- | --------------- | --------- | ---------- |
| 1990–1994 | Szatmári Sándor | független |            |
| 1994–1998 | Szatmári Sándor | független |            |
| 1998–2002 | Szatmári Sándor | független |            |
| 2002–2006 | Kiss Tiborné    | független |            |
| 2006–2010 | Menyhárt Károly | független |            |
| 2010–2014 | Menyhárt Károly | független |            |
| 2014–2019 | Menyhárt Károly | független |            |
| 2019–2024 | Menyhárt Károly | független |            |
| 2024–     | Menyhárt Károly | független |            |

## Egyházi közigazgatás

### Római katolikus egyház
A Debrecen-Nyíregyházi egyházmegye Berettyóújfalui Esperesi Kerületéhez tartozik. Nem rendelkezik önálló plébániával, Hosszúpályi római katolikus plébánia fíliája.

### Görögkatolikus egyház
A település görögkatolikus vallású lakosai három paróchiához tartoznak. Ezek a következők: Létavértes I., Létavértes II. és Létavértes-Vértes. Mindhárom paróchia a magyar görögkatolikus egyház Hajdúdorogi egyházmegyéjébe tartozik.

### Református egyház
A településen két református anyaegyházközség is működik: a nagylétai és a vértesi. Mindkettő a Tiszántúli Református Egyházkerület Debreceni Református Egyházmegyéjébe (esperesség) tartozik.

### Evangélikus egyház
Az Északi Evangélikus Egyházkerület Hajdú-Szabolcsi Egyházmegyéjébe (esperesség) tartozik. Nem önálló egyházközség. A település evangélikus vallású lakosai a Debreceni Evangélikus Egyházközséghez tartoznak.

## Nevezetességei
- Nagylétai görögkatolikus (román) templom: 1803-ban épült, klasszicista stílusban. Ikonosztáza munkácsi mester alkotása.
- Nagylétai görögkatolikus (rutén) templom: 1859-ben épült.
- Nagylétai református templom: 1806–1813 között épült, késő barokk stílusban. 1886-ban a külsejét átalakították.
- Vízi vágóhíd (az országban az egyetlen, ami élővíz fölé épült, az 1900-as évek elején).
- Régi csűrök.
- Tájház: Egy 1896-ban épült pajtában rendezték be. A szőlőművelés hagyományos eszközeit mutatja be.
- Szent István-díszkút.
- Kossuth-szobor: 1998-ban készült.
- I-II. világháborús emlékmű.
- Római katolikus kápolna: 1899-ben épült (lebontották 2006-ban).
- Irinyi János mellszobra: 1982-ben készült.
- Irinyi-emlékszoba.
- Vértesi református templom: 1806–1813 között épült. 1863-ban romantikus stílusban átépítették.
- Vértesi görögkatolikus templom: 1870-ben épült. Fő nevezetessége a Tiziano Assuntájának másolatát ábrázoló oltárkép, amelyet Dozsnyai Károly készített 1840-ben.
- Helytörténeti kiállítás: Egy, a 18. század végén épült lakóházban rendezték be.
- Leidig-kúria vagy más néven Lédig-kúria.
- Mendel-kúria.
- Móricz-kastély.

## Testvérvárosa
- Grenzach -Wyhlen, Németország
- Székelyhíd, Románia
- Écaussinnes, Belgium
- Pietrasanta, Olaszország